# Soudkova štola
Soudkova štola je důlní dílo a také přírodní památka, která se nachází v katastrálním území obce Olšovec, nad potokem Velička, východně od osady Boňkov v Oderských vrších v okrese Přerov v Olomouckém kraji.
Opuštěné břidlicové štoly ze druhé poloviny 19. století, které jsou zimovištěm především kriticky ohroženého vrápence malého (Rhinolophus hipposideros) a dalších letounů a také obojživelníků a hmyzu, jsou veřejnosti nepřístupné. Poblíž se nacházejí haldy břidličné hlušiny a také jámový důl. Těžba ve štolách byla ukončena v polovině 20. století.
Chráněné území s rozlohou 0,72 hektaru bylo vyhlášeno Krajským úřadem Olomouckého kraje dne 13. dubna 2011.

## Galerie

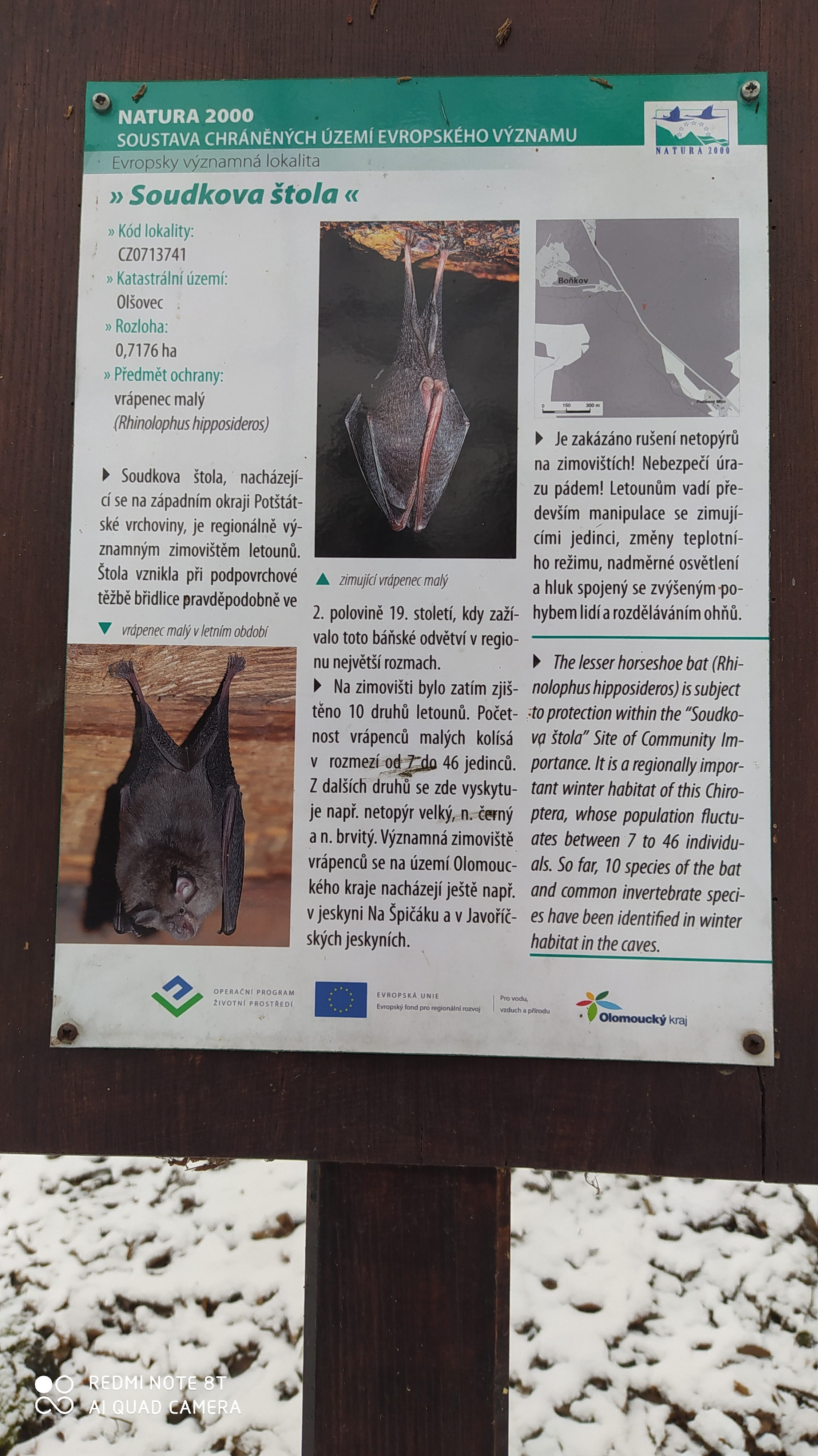
Informační tabule
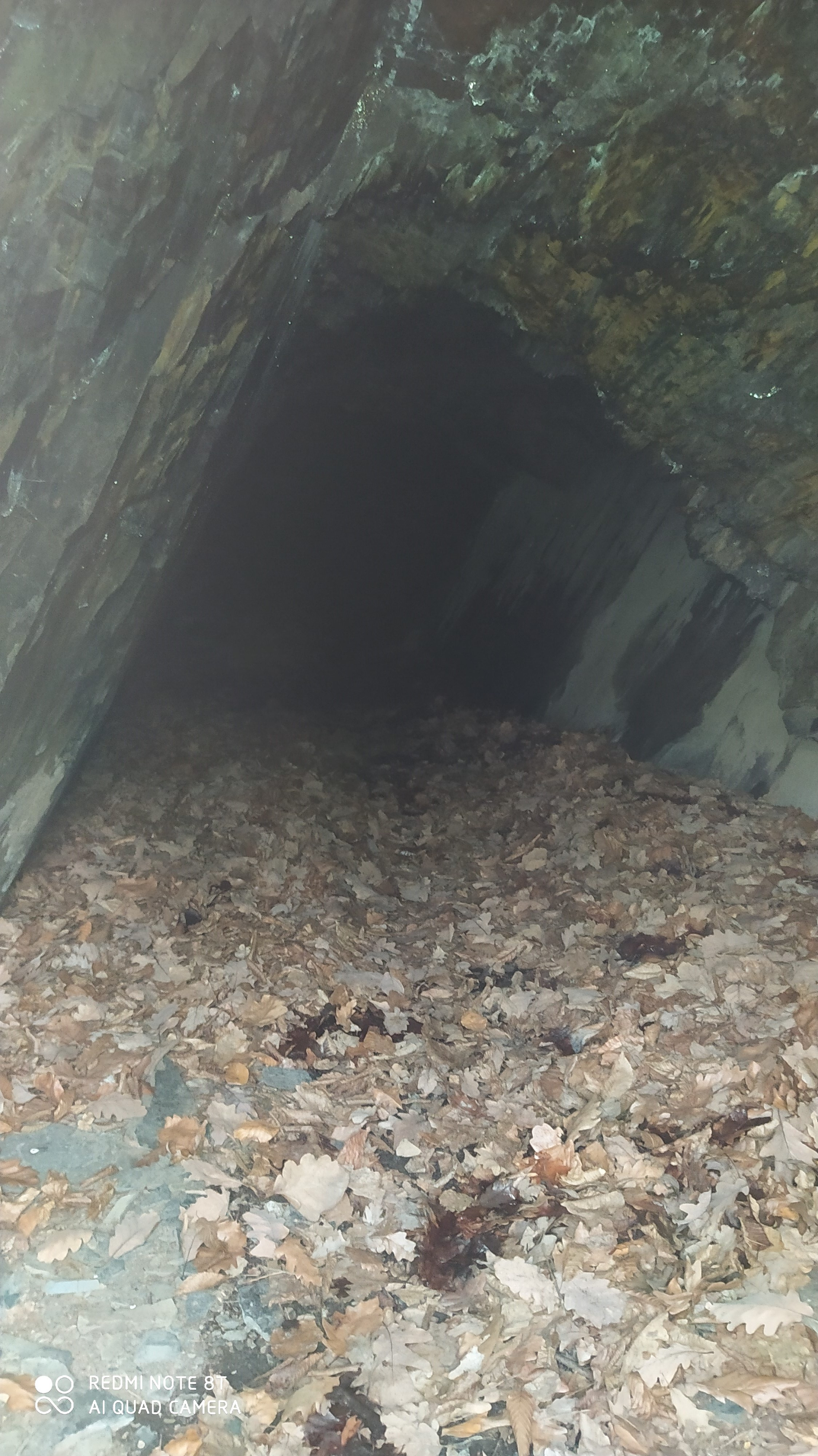
Štola